# Горная щель
Горная щель (Усадьба П. А. Бакунина «Горная Щель») — дом известного общественного деятеля, писателя-философа П. А. Бакунина в Ялте, ныне утрачен. Известен пребыванием крупных деятелей русской культуры. Располагался между шоссе Ялта — Массандра и селением Ай-Василь

## История
Построена в 1880 как дача генерала Ермолова. Тут некоторое время проживал известный крымский архитектор К. И. Эшлиман. В 1889 у родственников Ермолова дачу купили Бакунины. Свое имение они назвали «Горная щель» и туда из-за ухудшения своего здоровья переехал из родового имения Павел Александрович Бакунин, где он и скончался в 1900 году.
В усадьбе в гостях у Павла побывали видные общественные деятели России: И. И. Петрункевич, С. В. Панина, А. А. Корнилов, П. Н. Милюков, В. А. Оболенский, В. В. Келлер, В. К. Винберг, Д. И. Шаховской; писатели Л. Н. Толстой, С. Я. Елпатьевский, В. Г. Короленко, Н. А. Рубакин и другие. Часто гостил брат Александр Александрович, бывший защитник Севастополя.
В годы Гражданской войны на этой даче в семье Бакуниных жил выдающийся русский ученый Владимир Иванович Вернадский, имя которого носит Таврический университет в Симферополе. В 1915 после смерти Натальи Семёновны — жены Павла Александровича, имение по наследству перешло Михаилу Бакунину, сыну младшего из братьев — Алексея. Михаил в годы Первой мировой войны находился в действующей армии, а в годы Гражданской — в Добровольческой. В «Горной Щели» жила с детьми (Алексеем и Александром) его жена Софья Бакунина, урождённая Любощинская, племянница жены академика В. И. Вернадского. Она и пригласила семью Вернадских остановиться у них в годы междоусобной войны. Тогда же в «Горной Щели» нашла приют ещё одна родственница — Маргарита Бакунина, жена другого Михаила Бакунина — сына Александра Павловича Бакунина. Он погиб на Кавказе в 1919 году, воюя, как и его двоюродный брат Михаил, в составе Добровольческой армии.

Воспоминания о даче оставила Людмила Сергеевна Врангель (урожд. Елпатьевская; 1881—1969):
… Наши хозяева «Горной Щели», Павел Александрович Бакунин, младший брат знаменитого бунтаря, и его жена Наталья, давно померли, оставив поcле себя старый дом с прогнившими уже террасами и балконами, бассейном с фонтаном, обсаженным Павлом Александровичем плакучими ивами и свою могилу-склеп на зелёной весёлой лужайке под леском. Над склепом маленький алтарь с сухими цветами в вазочках и надписью: «Блаженны алчущие и жаждущие правды - ибо они насытятся».
После их смерти осталась большая библиотека Павла Александровича - он был философом, и переписка его и жены друг с другом и друзьями во вкусе Герценовского кружка - интимная и романтичная. Эта переписка была разработана и опубликована в «Русской Мысли» Ал. Ал. Корниловым.….
После окончания Гражданской войны в «Горной Щели» разместилась ЧК. В годы крымского землетрясения дом Бакуниных сильно пострадал и вскоре разрушился, сохранилась только одноэтажная пристройка — подсобное помещение Ялтинской инфекционной больницы. Сегодня о пребывании Бакуниных напоминает только название проезда «Бакунинский».